# (73015) 2002 ES54
(73015) 2002 ES54 – planetoida z pasa głównego asteroid okrążająca Słońce w ciągu 3,4 lat w średniej odległości 2,26 j.a. Odkryta 13 marca 2002 roku.